# Skaergaard intrusionen
Skaergaard intrusionen er en lagdelt intrusion ved Kangerlussuaq i Østgrønland. Den består af forskellige bjergarter som: gabbro, ferro diorit, anorthosit and granofyr. 
Intusionen blev opdaget af Lawrence Wager

i 1931 under British Arctic Air Route Expedition der blev ledet af Gino Watkins. 
Studiet af intrusionen har haft stor betydning for forståelsen af de magmatiske bjergarters petrologi herunder magma differentiation og fraktionel krystallisation

og udviklingen af lagdeling i intrusioner

.
Skærgaard intrusionen dannedes da tholeiitisk basaltisk magma intruderede for ca. 55 millioner år siden
,
ved indledningen til åbningen af Atlanterhavet. 
Magmakammeret repræsenterer en enkelt injektion af basalt, der derefter krystalliserede. De tungeste mineraler sank til bunds i magmakammeret og dannede lag af olivin, pyroxen, plagioclas og magnetit, mens de letteste mineraler steg til vejrs i magmakammeret. 

## Ekstern henvisning
1. The (virtual) Skaergaard Intrusion
2. Geologisk kort over Kangerdlugssuaq Arkiveret 6. december 2008 hos  Wayback Machine

GL 68°10′N 31°40′V / 68.167°N 31.667°V